# Chicachas
Pour les articles homonymes, voir Chicacha.
Les Chicachas (en anglais Chickasaw) sont un peuple amérindien habitant dans le sud-est des États-Unis. Leur origine est indéterminée. Quand les Européens les ont rencontrés, ils vivaient dans des villages de ce qui est actuellement le Mississippi, le Tennessee occidental, et aussi en plus petit nombre en Caroline du Sud. Mais les Chicachas étaient probablement eux-mêmes des immigrants dans ces contrées et ils n'étaient peut-être pas des descendants des Indiens de la culture du Mississippi préhistorique.
Des communautés existaient en Caroline du Sud, en Caroline du Nord et dans le Mississippi.

## Histoire
Fiers guerriers, les Chicachas avaient une réputation de grande bravoure au combat. Leur culture guerrière a été comparée à celle des Spartiates. Les premiers contacts des Européens avec les Chicachas remontent à 1540, quand les conquistadors espagnols d'Hernando de Soto les ont rencontrés. Après plusieurs désagréments, les Chicachas ont attaqué l'expédition de De Soto et les Espagnols ont dû fuir.
Les Chicachas ont commencé à commercer avec les Britanniques après la fondation de la colonie de la province de Caroline en 1670. Avec des armes fournies par les Anglais, les Chicachas ont attaqué leurs ennemis les Choctaws, dont ils étaient proches parents. Ils vendaient les Choctaws après les avoir réduits en esclavage. Les Chicachas ont dû cesser cette pratique lorsque les Français ont vendu, à leur tour, des armes aux Choctaws. Les Chicachas ont souvent combattu les Français et leurs alliés Choctaws au XVIIIe siècle, notamment à la bataille d'Ackia le 26 mai 1736, jusqu'à ce que les Français abandonnent leurs visées sur la région après la guerre de Sept Ans.
La branche orientale de la tribu, dans les Carolines, était prise en tenaille entre leurs pires ennemis, les Creeks, le long de la Savannah River, et les colons européens le long de la côte. Résistant aux colons qui empiètent sur leur territoire, ils ont été forcés par les États-Unis de vendre leur territoire après le traité de Pontotoc en 1832. La majorité de la tribu fut déportée dans le Territoire indien (aujourd’hui dans la région d'Ada en Oklahoma) dans les années 1830, avec les Cinq tribus civilisées. Ce déplacement forcé, légalisé par l’Indian Removal Act, a été nommé la piste des Larmes.
Pendant la guerre de Sécession, la Nation Chicacha était alliée avec le Sud et ce fut la dernière communauté confédérée à se rendre.

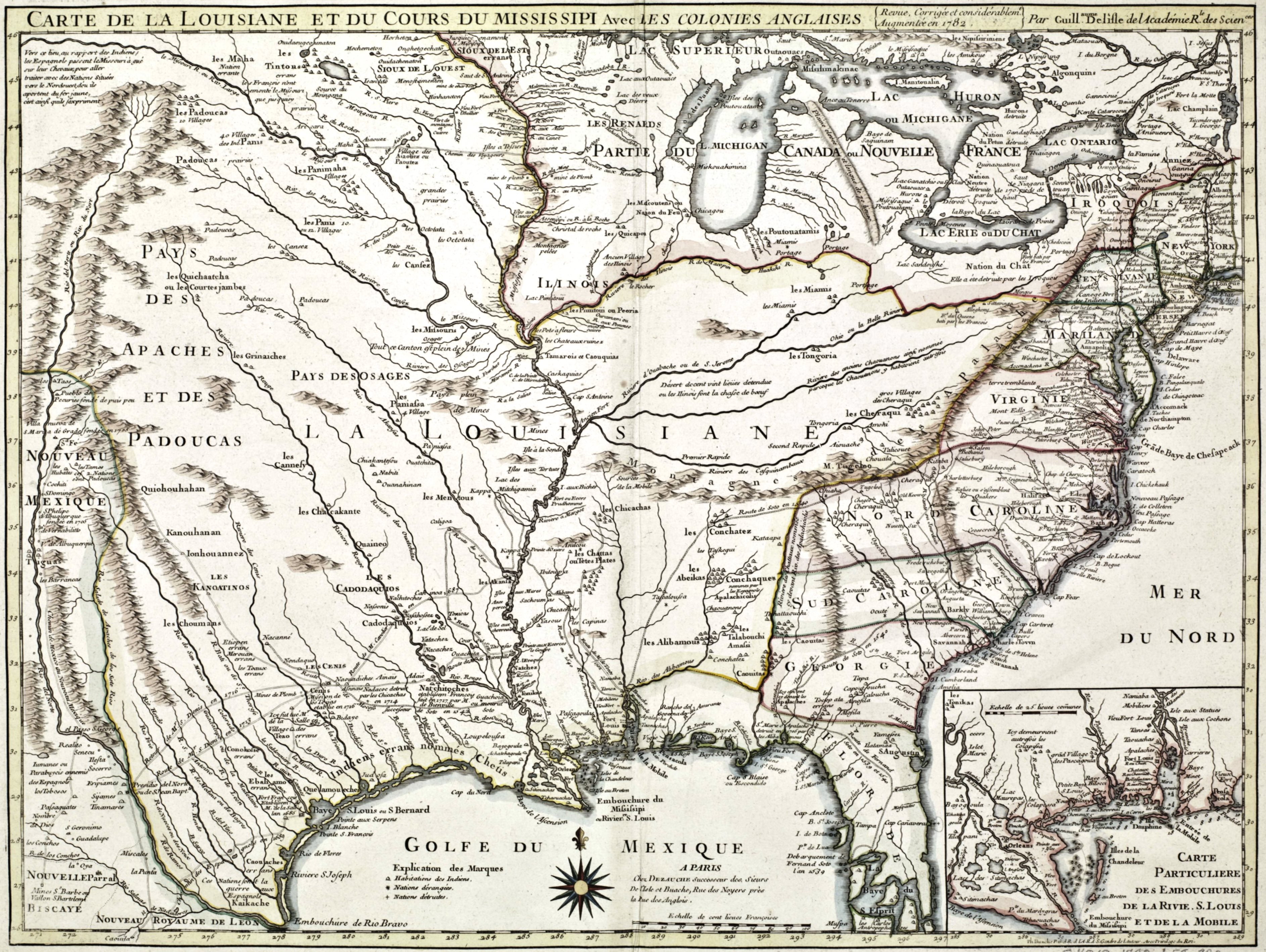
Carte de la Louisiane et du cours du Mississippi, avec les colonies anglaises, réalisée en 1782. On peut y voir le territoire des Chicachas.

La capitale de la nation Chicacha (1855-1907) était Tishomingo, dans l'Oklahoma.
Le reste des Chicachas de Caroline du Sud a réorganisé un gouvernement tribal, et a amorcé une procédure jusqu'à obtenir une reconnaissance par l’État à l'été 2005. Ces Chicachas ont établi leur quartier général tribal à Indiantown (en) en Caroline du Sud.

## Culture
Le pashofa, fait de semoule de maïs blanche avec du porc bouilli, est un plat typique encore réalisé de nos jours. Le cochon n'est pas une espèce indigène en Amérique : il s'agit d'animaux échappés de l'expédition de Soto, en 1539, et revenus à l'état sauvage.
Obion est un terme indien Chicacha qui signifie « fleuve de nombreuses fourchettes ».
Le suffixe « - mingo » est employé pour identifier un chef. Par exemple, Tishomingo était le nom d'un célèbre chef chicacha. La ville de Tishomingo (Mississippi) et le comté de Tishomingo ont été baptisés en son honneur. La Black Mingo Creek (littéralement : la « rivière du chef noir ») en Caroline du Sud a été baptisée du nom du chef chicacha, qui, à l'époque coloniale, régnait sur les terres alentour, comme une sorte de réserve de chasse. Parfois, le plus souvent dans des références littéraires plus anciennes, on écrit « minko ».

## Quelques Chicachas célèbres
- Bill Anoatubby (en), chef de la Nation Chicacha depuis 1987
- Molly Culver, actrice
- Tom Cole, membre républicain (Oklahoma) du Congrès des États-Unis
- John Herrington, astronaute de la NASA, premier Amérindien à aller dans l'espace
- Linda Hogan (en), auteur
- Rodd Redwing, acteur
- Fred Waite, homme politique de la nation Chicacha.
- Czarina Conlan, militante féministe et conservatrice de musée